# Montrouzieria clathrata
Montrouzieria clathrata is een tweekleppigensoort uit de familie van de Semelidae. De wetenschappelijke naam van de soort is voor het eerst geldig gepubliceerd in 1863 door Souverbie in Souverbie & Montrouzier.